# Municipio de Logan (condado de Logan)
El municipio de Logan (en inglés: Logan Township) es un municipio ubicado en el condado de Logan en el estado estadounidense de Arkansas. En el año 2010 tenía una población de 434 habitantes y una densidad poblacional de 9,09 personas por km².

## Geografía
El municipio de Logan se encuentra ubicado en las coordenadas 35°20′13″N 93°31′33″O / 35.33694, -93.52583. Según la Oficina del Censo de los Estados Unidos, el municipio tiene una superficie total de 47.76 km², de la cual 47,09 km² corresponden a tierra firme y (1,41 %) 0,67 km² es agua.

## Demografía
Según el censo de 2010, había 434 personas residiendo en el municipio de Logan. La densidad de población era de 9,09 hab./km². De los 434 habitantes, el municipio de Logan estaba compuesto por el 95,39 % blancos, el 0,46 % eran amerindios, el 2,07 % eran asiáticos, el 0,23 % eran isleños del Pacífico, el 1,38 % eran de otras razas y el 0,46 % eran de una mezcla de razas. Del total de la población el 3 % eran hispanos o latinos de cualquier raza.